# Axel Vergeylen
Axel Vergeylen (31 januari 1979) is een Belgisch voormalig voetballer. Hij was profvoetballer van 1997 tot 2011. Sinds 2021 is hij spelersmanager.

## Carrière
Vergeylen werkt zijn jeugdopleiding af bij RSC Anderlecht om vervolgens bij KAA Gent zijn profdebuut te maken. Iets later, in 2003, komt hij bij Oud-Heverlee Leuven terecht waar hij het hoogtepunt van zijn carrière beleeft. Hij maakt deel uit van de ploeg die naar 2de klasse promoveert, samen met onder andere François Sterchele en Bjorn Ruytinx.
Na zijn carrière wordt Axel Vergeylen medewerker bij J&S management. Een spelersmanagement bedrijf, die onder meer voor Kevin De Bruyne werkte. In 2021, is Vergeylen zelfstandig geworden door zijn eigen managementbedrijf op te richten: "AXL". Hij werkt onder andere voor Maxim De Cuyper.

## Privé
Axel Vergeylen is de vader van Lilian Vergeylen, die momenteel speelt voor de RSCA Futures in Challenger Pro League.